# Alpha United Football Club
Maillots

L'Alpha United Football Club est un club de football guyanien basé à Georgetown. 

## Histoire
Il est le premier club du Guyana à participer à la Ligue des champions de la CONCACAF, lors de la saison 2011-2012. Il joue dans le Georgetown Football Stadium, d'une capacité de 2000 places.

## Palmarès
- Championnat du Guyana (5)
  - Champion : 2009, 2010, 2012, 2013 et 2014

- Coupe du Guyana (2)
  - Vainqueur : 2008 et 2013
  - Finaliste : 2009

- Tournoi de Kashif & Shanghai (2)
  - Vainqueur : 2008 et 2011
  - Finaliste : 2010

## Anciens joueurs
- Kithson Bain
- Walter Moore
- Anthony Abrams